# 斯托爾布齊區
斯托爾布齊區（羅馬化：Stolbtsovskiy rayon）是白俄羅斯中部明斯克州的一個區，行政中心为斯托爾布齊，面積1,884.52平方公里，2009年人口42,007，人口密度每平方公里22.32人。